# Un faux mouvement
Pour les articles homonymes, voir Faux Mouvement (homonymie).
Pour plus de détails, voir Fiche technique et Distribution.
Un faux mouvement (One False Move) est un film américain réalisé par Carl Franklin, sorti en 1992.

## Synopsis
Ce film nous emmène sur les routes des USA suivre la cavale d’un trio meurtrier composé de la naïve Fantasia, dont le vrai nom est Lila Walker ; les 2 autres sont le psychopathe incontrôlable Ray Malcolm qui n'est autre que son amant violent, et le réfléchi mais dangereux Lenny Franklin (surnommé « Pluto ») ; pressés de fourguer la cocaïne volée lors d’un massacre. La police de Los Angeles est à ses trousses et décide d’aller surveiller la maison de l’oncle de Malcolm à Star City, Arkansas. Dans cette petite ville, la vie est paisible, le shérif (Bill Paxton), est surnommé Ouragan. La main sur l’étoile, c’est un bon flic, toujours prêt à aider son prochain sans jamais sortir son révolver. C’est l’occasion d’une rencontre entre deux mondes éloignés : flics de la ville et des champs. Pendant ce temps, les bandits se rapprochent en semant des cadavres sur leur passage.

## Fiche technique
- Titre français : Un faux mouvement
- Titre original : One False Move
- Réalisation : Carl Franklin
- Scénario : Billy Bob Thornton & Tom Epperson
- Musique : Pete Haycock et Derek Holt
- Photographie : James L. Carter (en)
- Montage : Carole Kravetz Aykanian
- Production : Jesse Beaton & Ben Myron
- Société de production et de distribution : IRS Media
- Pays :  États-Unis
- Langue : Anglais
- Format : Couleur - Dolby - 35 mm - 1.85:1
- Genre : Thriller, Policier
- Durée : 101 min
- Dates de sortie : 
  - États-Unis : 8 mai 1992
  - France : 5 mai 1993
- Public : Film interdit aux moins de 12 ans lors de sa sortie en salles en France

## Distribution
- Bill Paxton (VF : Lionel Henry) : le shérif Dale 'Ouragan' Dixon
- Cynda Williams (en) (VF : Françoise Vallon) : Lila 'Fantasia' Walker
- Billy Bob Thornton (VF : Bernard Métraux) : Ray Malcolm
- Michael Beach (VF : Emmanuel Jacomy) : Lenny 'Pluto' Franklin
- Jim Metzler (VF : Edgar Givry) : Dud Cole
- Earl Billings (VF : Med Hondo) : John McFeely
- Natalie Canerday : Cheryl Ann
- Robert Ginnaven (VF : Jean-Pierre Moulin) : Charlie
- Robert Anthony Bell (VF : Hervé Grull) : Byron Walker
- Kevin Hunter (VF : Cédric Dumond) : Ronnie Walker
- Phyllis Kirklin (VF : Maïk Darah) : Mme Walker
- Jimmy Bridges (VF : Renaud Marx) : Bobby
- Phyllis Sutton (VF : Dany Tayarda) : Jackie
- John Mahon (en) (VF : Georges Berthomieu) : le shérif Jenkins
- J. Robert Bailey (VF : Georges Poujouly) : le lieutenant
- Duncan Rouleau (VF : Philippe Vincent) : l'analyste vidéo
- Layne Beamer (VF : Pierre Laurent) : le patrouilleur du Texas
- Jesse Dabson : Beaver
- Rocky Giordani (VF : Michel Vigné) : Billy
- Lilli Rouleau (VF : Josiane Pinson) : Mme Childress
- Walter Norman (VF : Philippe Vincent) : Larry Gibson, le trooper de l'Arkansas
- Rebecca Ortese (VF : Brigitte Aubry) : Fern
- Mea Combs : la caissière
- Jackie Stewart : le camionneur
- Leslie Mauldin (VF : Véronique Augereau) : la femme du camionneur